# 阿拉纽埃特
阿拉纽埃特（法語：Aragnouet，法語發音：[aʁaɲwɛt]）是法国上比利牛斯省的一个市镇，属于巴涅尔德比戈尔区。

## 地名
该地名“Aragnouet”发音为[aʁaɲwɛt]，末尾字母“t”发音，《世界地名翻译大辞典》与《世界地名译名词典》将其误译作“阿拉纽埃”。

## 地理
阿拉纽埃特（42°47'20"N, 0°14'10"E）面积108.29 平方千米，位于法国奧克西塔尼大區上比利牛斯省，该省份为法国西南部内陆省份，北至热尔省，西接大西洋比利牛斯省，南与西班牙接壤，东临上加龙省。
与阿拉纽埃特接壤的市镇（或旧市镇、城区）包括：巴雷日、卡代扬-特拉谢尔、加瓦尔尼-热德尔、吕兹-圣索沃尔、圣拉里-苏朗、特拉姆扎伊格、维涅克、别尔萨。
阿拉纽埃特的时区为UTC+01:00、UTC+02:00（夏令时）。

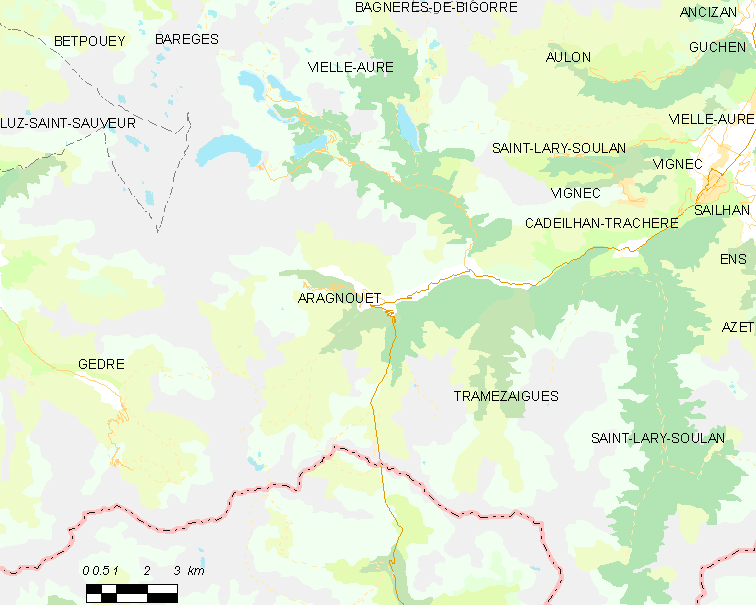
阿拉纽埃特的OSM定位图

## 行政
阿拉纽埃特的邮政编码为65170，INSEE市镇编码为65017。

## 政治
阿拉纽埃特所属的省级选区为内斯特-欧尔-卢龙县。

## 人口

1962-2008年间阿拉纽埃特人口变化图示

阿拉纽埃特于2022年1月1日时的人口数量为286人。